# Rodrigo Coelho
Rodrigo Coelho (Joinville, 29 de junho de 1980) é um advogado e político brasileiro filiado ao MDB,Foi vice-prefeito de Joinville, Santa Catarina entre 2013 e 2016, durante a gestão de Udo Döhler. Ficou conhecido pela atuação na área cultural, presidindo a Fundação Cultural de Joinville. Na época, foi responsável pela reabertura à população de museus interditados, expandindo o acesso à arte aos joinvilenses. Nas eleições municipais de 2016, foi eleito vereador, também por Joinville e ficou no cargo até 2019. Como Vereador, foi reconhecido pela atuação independente, defesa dos aplicativos de transporte e pelo zelo com o dinheiro público, com a economia de quase R$ 50 mil de verbas públicas, o não uso de diárias de viagens, de celular e de carro oficial. Atualmente, Coelho é deputado federal por Santa Catarina. No início do mandato, assumiu o compromisso de continuar a missão de respeito a cada centavo do dinheiro público. Abriu mão da aposentadoria especial e doou quase R$ 30 mil do auxílio-mudança e do auxílio-moradia para instituições filantrópicas. Ao longo dos anos, Coelho teve vários conflitos partidários. Em 2014, foi expulso do Partido Democrático Trabalhista (PDT), por infidelidade partidária; em 2019, foi suspenso do PSB, seu partido atual, por ir contra as orientações do partido em votações na câmara dos deputados; em 2020, entrou com ação no Tribunal Superior Eleitoral (TSE) para se desfiliar do partido, mas teve ação negada. Ele deixou de seguir as orientações de seu partido em múltiplas ocasiões por convicção de que não eram as melhores decisões.
Em abril de 2021, venceu ação no Tribunal Superior Eleitoral (TSE) para desfiliação do PSB sem perda do mandato. Por um placar de 4x3, os ministros Luís Roberto Barroso, Alexandre de Moraes, Luís Felipe Salomão e Mauro Campbell Marques entenderam que houve perseguição partidária a Rodrigo Coelho, e o liberaram por justa causa sem a perda do mandato. O parlamentar está, agora, filiado ao Podemos 

## Vida pessoal, formação e carreira jurídica
Coelho nasceu em Joinville, Santa Catarina, filho do advogado, bancário, político e professor João Norberto Coelho Neto e de Rosemarie Coelho. Ele é casado com  Cecília D’Agostin Longo Coelho.
Coelho se formou em direito pela Universidade Federal de Santa Catarina (UFSC) em 2002 e é pós-graduado em direito previdenciário pela Faculdade Arthur Thomas (FAAT).
Coelho iniciou carreira jurídica no escritório de advocacia previdenciária do pai, João Norberto Coelho Neto e escreveu um livro sobre o assunto, Guia do Direito Previdenciário, lançado em 2010.
Coelho foi lojista do setor vestuário de 2008 a 2015 e por dois anos foi presidente da CDL Jovem (Câmara de Dirigentes Lojistas de Joinville)

## Carreira política
Em junho de 2012, Coelho, na época filiado ao Partido Democrático Trabalhista (PDT), foi anunciado como candidato a vice-prefeito de Joinville na chapa do candidato Udo Döhler (PMDB). Döhler e Coelho foram eleitos em 28 de outubro de 2012 e Coelho assumiu como vice-prefeito em 1 de janeiro de 2013.
Em janeiro de 2013, enquanto era vice prefeito, Coelho assumiu o cargo de presidente da Fundação Cultural de Joinville (FCJ) e permaneceu até março de 2016, quando se afastou para concorrer ao cargo de vereador nas eleições municipais.
Nas eleições municipais de 2016, já filiado ao PSB, Coelho concorreu ao cargo de vereador de Joinville, sendo eleito com 4.406 votos. Assumiu o mandato em 1 de janeiro de 2017 e permaneceu no cargo até 31 de janeiro de 2019.
Coelho concorreu ao cargo de deputado federal por Santa Catarina nas eleições de 2018. Foi eleito com 43.314 votos e assumiu o mandato de deputado em 1 de fevereiro de 2019, cargo que ocupa atualmente.

### Expulsão, suspensão e conflitos partidários
No dia 9 de abril de 2014, por 20 votos a 1, Coelho foi expulso do PDT após uma série de desentendimentos com a executiva municipal do partido. O partido alegou que houve infidelidade partidária devido à aproximação de Coelho com o PSB e sua recusa em se defender no Conselho de Ética.
No dia 30 de agosto de 2019, Coelho foi suspenso do PSB por votar favorável à reforma da previdência, contrariando a orientação partidária. Ele ficou impedido de presidir comissões e encaminhar votações em nome do partido. Coelho entrou com ação no TSE por justa causa para deixar seu partido. O TSE negou a ação.
| Rodrigo Coelho              | Ainda penso em concorrer [à prefeitura de Joinville], vou tentar, mas a relação com o PSB está trincada. | Rodrigo Coelho |
| — Coelho, em abril de 2020. | |                |

Coelho tinha a intenção de concorrer ao cargo de prefeito de Joinville nas eleições municipais de 2020 pelo Partido Liberal (PL). Ele afirmou na época: "Ainda penso em concorrer, vou tentar, mas a relação com o PSB está trincada." Após seu pedido para se desfiliar do PSB ser negado na justiça, Coelho não foi candidato nas eleições municipais de 2020.
No dia 9 de dezembro de 2020, Coelho votou contra a a adesão do Brasil à Convenção Interamericana contra o Racismo, a Discriminação Racial e Formas Correlatas de Intolerância, contrariando novamente a orientação de seu partido. Ele foi o único deputado joinvilense a votar contra a convenção, já que os deputados Coronel Armando (PSL), Nilson Stainsack (PP) e o suplente do deputado Darci de Matos (PSD), que está afastado, votaram a favor. O texto foi aprovado em segundo turno na câmara dos deputados por 417 votos a 42. Coelho afirmou que seu voto contrário se deu por julgar que o texto "não é o adequado para o objetivo proposto, bem como é antigo aos problemas atuais."
| Rodrigo Coelho | Bolsonaro não cometeu nenhum crime de responsabilidade. | Rodrigo Coelho |
| — Coelho, em janeiro de 2021, sobre os pedidos de impeachment do presidente Bolsonaro devido à crise sanitária no Amazonas. |                                                         |                |

Em janeiro de 2021, em meio à pressão de partidos de oposição (incluindo o PSB) pelo impeachment do presidente Jair Bolsonaro, por conta da crise sanitária no Amazonas, Coelho afirmou ser contra o impeachment, afirmando que "Bolsonaro não cometeu nenhum crime de responsabilidade" e novamente sendo contrário à opinião do partido.
No dia 10 de fevereiro de 2021, na votação do projeto sobre a autonomia do Banco Central, Coelho votou favorável à proposta, contrariando orientação de seu partido. O texto foi aprovado na câmara dos deputados por 339 votos a 114 e seguiu para sanção presidencial.

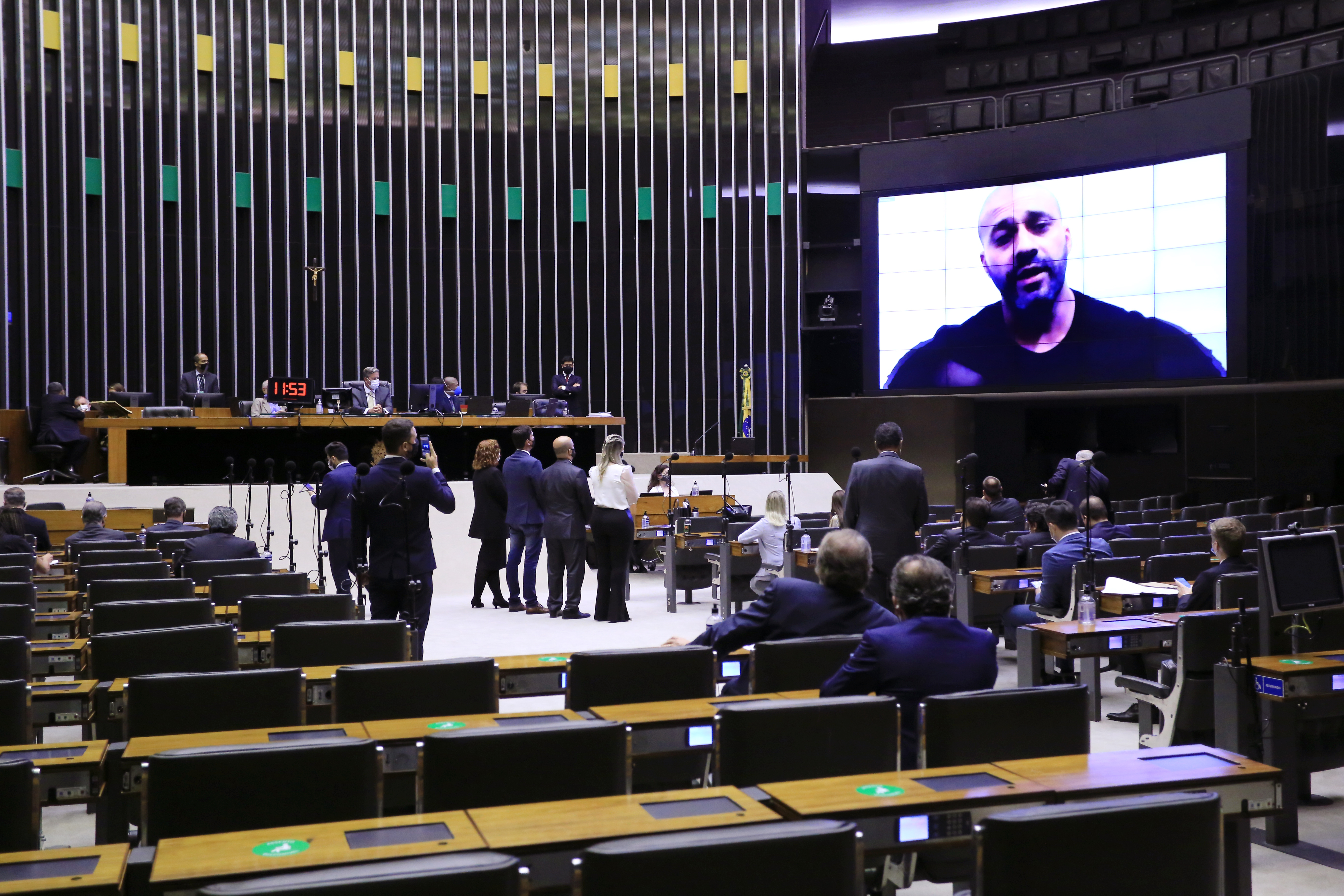
Sessão da câmara dos deputados que decidiu sobre a manutenção da prisão do deputado federal Daniel Silveira (PSL), em fevereiro de 2021. O partido de Coelho orientou seus parlamentares a votarem pela manutenção da prisão; Coelho votou contra.

No dia 19 de fevereiro de 2021, o plenário da câmara de deputados se reuniu para decidir sobre a manutenção da prisão do deputado federal bolsonarista Daniel Silveira (PSL), que havia sido preso em flagrante três dias antes (16), acusado pelos crimes previstos na Lei de Segurança Nacional. A prisão tinha sido referendada por unanimidade pelo Supremo Tribunal Federal (STF) no dia 17 de fevereiro. O PSB, partido de Coelho, orientou sua bancada a votar pela manutenção da prisão de Silveira; Coelho votou contra. A Câmara decidiu manter a prisão de Silveira, por 364 votos a 130.

### Desempenho eleitoral
| Ano  | Cargo                               | Votos   | Partido | Resultado | Notas                                | Ref.   |
| ---- | ----------------------------------- | ------- | ------- | --------- | ------------------------------------ | ------ |
| 2012 | Vice-prefeito de Joinville          | 161.858 | PDT     | Eleito    | Titular da chapa: Udo Döhler (PMDB). | [ 19 ] |
| 2016 | Vereador de Joinville               | 4.406   | PSB     | Eleito    |                                      | [ 23 ] |
| 2018 | Deputado federal por Santa Catarina | 43.314  | PSB     | Eleito    |                                      | [ 25 ] |